# Blennioclinus
Blennioclinus is een geslacht van straalvinnige vissen uit de familie van beschubde slijmvissen (Clinidae).

## Soorten
- Blennioclinus brachycephalus (Valenciennes, 1836)
- Blennioclinus stella Smith, 1946